# Чернавка (Зав'яловський район)
Черна́вка (рос. Чернавка) — село у складі Зав'яловського району Алтайського краю, Росія. Адміністративний центр Чернавської сільської ради.

## Населення
Населення — 409 осіб (2010; 499 у 2002).
Національний склад (станом на 2002 рік):
- росіяни — 99 %